# Фогтланд (окръг)
Окръг Фогтланд (на немски: Landkreis Vogtlandkreis) е окръг в регион Кемниц, провинция Саксония, Германия. Заема площ от 1411.89 км2. Населението на окръга към 31 декември 2011 година е на 241 643 души. Гъстотата на население е 171 души/км2. Административен център на окръга е град Плауен.

## Градове и общини
В състава на окръга има 18 града и 24 общини.

## Политика

### Окръжен съвет
Съставът на окръжния съвет от 8 юни 2008 година е следния (от общо 86 места):
| Политическа група           | (%)  | Места |
| --------------------------- | ---- | ----- |
| CDU                         | 37.1 | 33    |
| Die Linke                   | 20.4 | 18    |
| SPD                         | 14.2 | 12    |
| FDP                         | 9.8  | 8     |
| Freie Wähler Vogtland (FWV) | 6.7  | 6     |
| DSU                         | 5.1  | 4     |
| NPD*                        | 3.6  | 3     |
| Съюз 90/Зелените            | 3.1  | 2     |